# Lady Bound
Lady Bound ist ein von Berck im humoristischen Stil gezeichneter frankobelgischer Comic.
Die Fortsetzungsgeschichte mit der Figur der englischen Lady Jane Bound als Titelheldin erschien erstmals 1967 in der belgischen und französischen Ausgabe von Tintin sowie in der niederländischen Version Kuifje. Yves Duval schrieb die Kurzgeschichte Lady Bound s’en va-t-en guerre mit Jacques Acar zusammen, der aber nicht als Texter aufgeführt wurde. 
BD Must gab 2010 ein querformatiges Album in einer eigens dem Zeichner gewidmeten Reihe heraus.